# Evangelický kostel (Střížov)
Evangelický kostel ve Střížově je kazatelskou stanicí sboru Českobratrské církve evangelické v Jihlavě.

## Historie
Do stavby kostela se shromáždění evangelíků konala v domě bratra Vody a později bratra Chlupáčka. Byl zájem na tom, aby došlo ke stavbě modlitebny. Kolem roku 1920 došlo k zakoupení pozemku v centru obce.
Dne 28. prosince 1924 evangelíci ze Střížova podali žádost o stavbu modlitebny v obci, staršovstvo žádost schválilo a modlitebna byla postavena, otevřena pak byla 1. listopadu 1925. Otevření byl přítomen také konsenior Kamil Nagy. Při otevření se také konala volba vikáře třebíčského sboru. V roce 1927 pak se Střížov a Jihlava osamostatnili a vznikl nový sbor a nebyli tak závislí na sboru třebíčském.